# Herman Feshbach Prize in Theoretical Nuclear Physics
Der Herman Feshbach Prize in Theoretical Nuclear Physics ist ein seit 2014 jährlich verliehener Preis für theoretische Kernphysik der American Physical Society. Er ist mit 10.000 Dollar dotiert und ist nach dem bekannten theoretischen Kernphysiker Herman Feshbach vom MIT benannt.

## Preisträger
- 2014 John Negele für seine Lebensleistung auf dem Gebiet des nuklearen Vielteilchenproblesm einschließlich der Identifizierung von Mechanismen für die Sättigung der Kernkraft und der Verbindung der Skyrme-Wechselwirkung zu fundamentalen Kernkräften und für Initiierung und Leitung von Bemühungen das Nukleon mit Hilfe der Gitter-QCD zu verstehen (Laudatio)[1]
- 2015 Larry McLerran für Pionierleistungen zum Verständnis der QCD bei hohen Energiedichten und für die theoretischen Grundlagen unseres Verständnisses ultrarelativistischer Schwerionenstreuung (Laudatio).[2]
- 2016 Xiangdong Ji für Pionierarbeit bei der Entwicklung von Werkzeugen zur Charakterisierung der Struktur von Nukleonen innerhalb der QCD und wie dessen Eigenschaften in Experimenten erkundet werden können.[3]
- 2017 Joseph Carlson für seine Pionierarbeit bei der Entwicklung von Quanten-Monte-Carlo-Techniken für die Lösung von Schlüsselproblemen in der Kernstruktur, Systeme von Atomen bei tiefen Temperaturen und der Theorie sehr dichter Materie mit Anwendung auf Neutronensterne (Laudatio).[4]
- 2018 Eduard Wladimirowitsch Schurjak für seine Pionierbeiträge zum Verständnis von Materie unter extremen Bedingungen, die der starken Wechselwirkung unterworfen ist, und dafür, dass er die Grundlagen für die Theorie des Quark-Gluon-Plasmas und ihres hydrodynamischen Verhaltens schuf.[5]
- 2019 Barry Holstein für herausragende theoretische Untersuchungen über fundamentale Symmetrien in Atomkernen, einschließlich radioaktiver Zerfälle, paritätsverletzender Nukleon-Nukleon-Wechselwirkung und chiraler Dynamik von Mesonen und Baryonen.[6]
- 2020 Ubirajara van Kolck für Pionierbeiträge zu effektiven Feldtheorien in Kernen, die die theoretische Niedrigenergie-Kernphysik transformierten.
- 2021 Berndt Mueller für bedeutende theoretische Beiträge zur Identifizierung von Quark-Gluon-Plasma-Signaturen, konzentriert auf die Vorhersage von hadronischen Observablen des Parton-Zustands, die zum Verständnis von Thermalisation, Fluktuationen, Fluss-Observablen und hadronischen Spektren beitrugen.
- 2022 David B. Kaplan für mehrfache grundlegende Innovationen in der theoretischen Kernphysik, einschließlich Quantenchromodynamik auf dem Gitter, effektive Feldtheorien und Strangeness in der Kernphysik sowie für seine strategische Führungsrolle, um die Zusammenarbeit zwischen theoretischer Kernphysik und anderen Gebieten auszuweiten.
- 2023 Michael Ramsey-Musolf für bedeutende Beiträge zu Präzisionsstudien der elektroschwachen Wechselwirkung von Kern- und Hadronensystemen, die Experimente über fundamentale Symmetrien zu mächtigen Proben für starke Wechselwirkungen und neue Physik machten.
- 2024 Gail C. McLaughlin for seminal contributions to the study of neutrinos in explosive systems and for elucidating the profound impact of this microphysics on the synthesis of elements.
- 2025 Richard Furnstahl for foundational contributions to calculations of nuclei, including applying the Similarity Renormalization Group to the nuclear force, grounding nuclear density functional theory in those forces, and using Bayesian methods to quantify the uncertainties in effective field theory predictions of nuclear observables.